# Saihat
La ville de Saihat (en arabe : سيهات), ou Sayhut  est une ville de la province orientale d'ach-Charqiya d'Arabie saoudite, sur le golfe Persique, dans le gouvernorat de Qatif, avec une population de 100 000 habitants en 2005.

## Histoire
Selon les plus anciens documents concernant Saihat, datant de plus de 400 ans, Saihat dépendait de Dhahran, comme Bankat, Asseeh et Aljabba. La ville de Sawhat a été construite sur les restes de la vieille ville d'Avan, nom dans le livre Al-Musadi de (التبية والإشراف). La ville a été rebaptisée Saihat à une époque plus moderne.

## Géographie et économie
Directement sur le golfe Persique la pêche et l'agriculture sont les deux activités importantes. Les sols fertiles et les sources d'eau fraîche sont adaptées aux palmeraies. Les compagnies pétrolières proches de Saihat offrent des emplois dans des activités liées à l'industrie pétrolière.